# Скорода (Ярославская область)
Скорода — деревня Макаровской сельской администрации Судоверфского сельского поселения Рыбинского района Ярославской области .
Деревня расположена на пригородной безлесой равнине, к северу от посёлка Юбилейный, с юга от железнодорожной ветки местного промышленного назначения, ведущей от станции Рыбинск на левый берег Волги через плотину и шлюзы Рыбинского водохранилища.  Деревня стоит к северу от автомобильной дороги Рыбинск—Глебово. Деревня связана просёлочными дорогами с Малинниками (с другой стороны железнодорожной ветки) и Юбилейным .
Деревня указана на плане Генерального межевания Рыбинского уезда конца XVIII века.   
На 1 января 2007 года в деревне числилось 6 постоянных жителей . Деревня обслуживается почтовым отделением 30 в Рыбинске. По почтовым данным в деревне 10 домов. Улицы не именуются .